# Trauma Factory
Trauma Factory ist das vierte Studioalbum des US-amerikanischen Sängers und Rappers nothing, nowhere. Das Album erschien am 19. Februar 2021 über Fueled by Ramen.

## Entstehung
Nach der Veröffentlichung seines dritten Studioalbums Ruiner im Jahre 2018 nahm nothing, nowhere. (bürgerlich: Joseph Edward Mulherin) eine Auszeit von Tourneen und der Musik, um mit seinen Panikattacken und Panikstörungen fertig zu werden. Die Lieder für das Album Trauma Factory entstanden allesamt an der Gitarre. Die ältesten Ideen wurden Ende 2018 bis Anfang 2019 geschrieben. Insgesamt kam Mulherin auf über 100 neue Lieder. Insgesamt arbeitete Mulherin über zwei Jahre lang an Trauma Factory, während Ruiner innerhalb von zwei Wochen entstanden ist.
Das Album soll den Hörer dazu inspirieren, die Gegenwart zu akzeptieren und durch den Schmerz und das Leid des menschlichen Lebens zu führen. Sein Ziel war es, ein genreloses Album zu schreiben und andere zu inspirieren, sich selbst künstlerisch herauszufordern. Die beste Kunst wäre seiner Meinung nach „unvorhersehbar und ohne Beschränkungen“. Mulherin wollte einfach ein „krass“ klingendes Album veröffentlichen. Es war ihm egal, ob die Lieder ineinander greifen, ob das Album in eine bestimmte Richtung fließt oder auf irgendwelchen Playlisten landet.
Dass die 15 Lieder auf Trauma Factory stilistisch verschieden sind, hängt laut Mulherin damit zusammen, dass er selbst verschiedene Musik aus verschiedenen Genres hört. Produziert wurde das Album von Jay Vee, Judge, nothing, nowhere. und Zakk Cervini. Gastmusiker auf dem Album sind Misogi und KennyHoopla. Musikvideos wurden für die Lieder Nightmare, Death, Lights (4444), Pretend, Blood, Fake Friends und Upside Down veröffentlicht.

## Hintergrund
In dem Album geht es darum, seine eigene Balance und Frieden in seinem Alltagsleben zu finden. Die Musik stellt für Mulherin einen Ausweg dar, um seinen Schmerz irgendwohin zu setzen und konstruktiv mit seinen Traumata umzugehen, die er lieber in Kunst als in etwas selbst destruktives zu lenken. In seinen Texten schaut Mulherin auf frühere Traumata zurück und versucht, einen Sinn dahinter zu finden. Zu dem Albumtitel äußerte sich Mulherin wie folgt.

„Menschliches Leben ist eine Trauma-Fabrik. Menschliches Leben ist leiden. Ist dies etwas negatives oder kann auch etwas positives darin stecken? Am Ende des Tages entscheidet der Hörer darüber.“

Das Titellied ist vom Buddhismus inspiriert. Menschliches Leben würde Leiden bedeuten, aber es wäre laut Mulherin schön, dass man überhaupt verschiedene Emotionen fühlen kann. Es wäre eine Art Komfort, dass jeder Mensch leiden würde und nicht nur einer alleine. Lights (4444) handelt davon, ein Gefangener der Nostalgie zu sein, der unfähig ist, die Gegenwart unabhängig von den Umständen zu genießen. Nach einer Meditation kam Mulherin auf die Zeile „pain comes in different shades“, was sich mit „Schmerz kommt in verschiedenen Formen“ übersetzen lässt.
Bei dem Lied Buck geht es darum, dass man selber der größte Musiker aller Zeiten sein kann, ohne dass dies dieser Person Erfüllung und Glück bringt. Upside Down handelt von einer in die Brüche gegangene Liebe und die Unfähigkeit, die neuen schmerzhaften Umstände zu akzeptieren.  In Fake Friend bestreitet nothing, nowhere. die Ehrlichkeit einer Person, die ihm sehr nahe steht.

„Das Video kombiniert die Gemütlichkeit und die Einfachheit der 1990er Jahre mit der nie endenden Stimulation der 2020er Jahre. Wir wollten bildlich die Hintergrundgeschichte des falschen Freunds darstellen, wie Technologie und Soziale Medien uns verderben können.“

Pretend befasst sich mit der selbstzerstörerischen Natur der Nostalgie, die einen Menschen daran hindert, eine langfristige innere Veränderung herbeizuführen. In dem Lied Blood geht es darum, ein metaphorischer Mörder zu sein und eine Beziehung mit einer Person, die einem wichtig ist, zu beenden. Das Lied wurde von nothing, nowhere. und KennyHoopla in 20 Minuten geschrieben. In dem Musikvideo sieht man beide Musiker auf einem Schwarzmarkt, wo sie einen Aufseher entführen. Die Musiker gelangen zu Containern, in denen seltene Tiere bzw. Tierarten, die vom Aussterben bedroht sind, eingesperrt sind und verkauft werden sollen. Beide Musiker lassen am Ende die Tiere frei.
Das Lied Nightmare wurde von dem Film Purple Rain inspiriert. Joe Mulherin schrieb das Lied, als er den Film mehrere Abende hintereinander ohne Ton ansah und sich von der Optik und den Vibes inspirieren ließ. Das Ergebnis bezeichnete er als dystopischen Fiebertraum, der im Miami Beach der 1980er Jahre spielt. In Real geht es um Mulherins Position als Musiker. Er beleuchtet die Erwartungen, die andere an ihn haben und den Druck, den er sich selbst aussetzt.

## Rezeption
Susan Hansen vom Onlinemagazin Clash Music beschrieb Trauma Factory als „emotionale Erfahrung“ und als „willkommene Gelegenheit zum Feiern“ und vergab acht von zehn Punkten. Jake Richardson vom Magazin Kerrang! schrieb, dass die Musik von nothing, nowhere. dann „am wirkungsvollsten“ ist, wenn sie „von Gitarren und Schlagzeug unterstützt wird“. Den Rap-Songs hingegen würde der „Biss fehlen“, daher vergab Richardson drei von fünf Punkten. Marvin Tyczkowski vom Onlinemagazin Plattentests.de hingegen kritisierte, dass Trauma Factory „ein kleines, aber entscheidendes Stück flacher und generischer als ihre Vorgänger“ geriet, was an den ersten fünf Titeln läge. Trotz des „bisschen Sand im Getriebe läuft die menschliche Traumafabrik von Nothing, Nowhere immer noch runder und eigenständiger als die meisten ihrer Artgenossen“. Tyczkowski vergab sechs von zehn Punkten.